# Pobřeží slonoviny na Letních olympijských hrách 2008
Pobřeží slonoviny se účastnilo Letní olympiády 2008 ve 3 sportech. Zastupovalo ho 21 sportovců (19 mužů a 2 ženy).

## Kanoe
Kotoua Francis Abia

## Fotbal
Vincent de Paul Angban, Christian Fabrice Okoua, Serge Wawa, Diarrasoube Viera, Sol Bamba, Angoua Brou Benjamin, Mamadou Bagayoko, Mekeme Tamla Ladji, Hervé Kambou, Kafoumba Coulibaly, Emmanuel Kone, Anthony Moura-Komenan, Salomon Kalou, Franck Dja Djedje, Guie Gneki Abraham, Gervinho, Antoine N´Gossan, Sekou Cissé

## Taekwondo
Sebastien Konan, Mariam Bah